# Benson & Hedges Centennial Open 1983
L'Heineken Open 1983  è stato un torneo di tennis giocato sul cemento.
È stata la 27ª edizione dell'Heineken Open,che fa parte del Volvo Grand Prix 1983. Si è giocato all'ASB Tennis Centre di Auckland in Nuova Zelanda, dal 10 al 16 gennaio 1983.

## Campioni

### Singolare
John Alexander ha battuto in finale  Russell Simpson con il punteggio di 6–4, 6–3, 6–3

### Doppio
Chris Lewis /  Russell Simpson hanno battuto in finale  David Graham /  Laurie Warder con il punteggio di 7–6, 6–3